# Stern-Gerlachov pokus
Stern-Gerlachov pokus je pokus iz 1924., kojim su O. Stern i Walther Gerlach utvrdili da se magnetski momenti atoma mogu u magnetskom polju orijentirati samo u određenim smjerovima, dakle kvantizirano (diskretno). Na osnovu tog pokusa otkriven je spin, ispitujući utjecaj nehomogenoga magnetskoga polja na snop atoma. Ako atomi imaju vlastiti magnetski moment, nehomogeno magnetsko polje djeluje na njih tako da otklanja snop od početnoga smjera. Stern i Gerlach opazili su da se snop atoma srebra rastavlja na dva snopa simetrična s obzirom na upadni smjer, iako se u atomu srebra nalazi samo jedan elektron u vanjskoj ljusci. G. E. Uhlenbeck i S. A. Goudsmit razjasnili su Stern-Gerlachov pokus 1925. uvođenjem spina elektrona. Elektron se ponaša kao mali magnet, tako da se njegov spinski magnetski moment ili pribraja ili oduzima orbitalnome magnetskom momentu. Odatle razlika između magnetskih momenata identičnih atoma i razdvajanje snopa atoma srebra. Općenito, za dani spin s vektor impulsa vrtnje precesira oko smjera magnetskoga polja tako da su dopušteni samo oni smjerovi koji odgovaraju projekciji s 2∙s + 1 vrijednosti magnetskoga kvantnog broja, m = s, s – 1, …, –s. Ta se pojava naziva prostornom kvantizacijom. Kvantni broj spina poprima samo cijele ili polucijele vrijednosti, a pripadajuće čestice zadovoljavaju Bose-Einsteinovu, odnosno Fermi-Diracovu statistiku i nazivaju se bozonima, odnosno fermionima.

## Objašnjenje
Stern i Gerlach pronašli su direktnu metodu da izmjere atomske magnete i njihove orijentacije u prostoru. Pokusni uređaj je općenito vrlo jednostavan. Stern i Gerlach su stavili u isisanu (evakuiranu) cijev kuglicu srebra i ugrijali je. Kuglica se tad "isparava". Atomi srebra jure od kuglice na sve strane. Pomoću uzastopnih zastora, na kojima se nalaze otvori, može se dobiti određeni snop atomskih staza. Struja atoma pusti se zatim kroz nehomogeno magnetsko polje. To je bitni dio Stern-Gerlachovog pokusa. U konstantnom, homogenom magnetskom polju atomski bi magnetići bili samo zakretani oko svog središta, ali ne bi bili pomaknuti na stranu. Drugim riječima, snop brzih atoma kretao bi se u prvobitnom smjeru. Drukčije je, ako je magnetsko polje nehomogeno. Pomislimo da magnetsko polje raste odozdo prema gore, recimo u smjeru osi z. Tad na donji negativni pol magneta djeluje sila - m∙H∙(z'), a na gornji pozitivni pol magneta + m∙H∙(z"). Polje koje ovisi o koordinati z možemo razviti po udaljenosti z" - z' . Dobivamo:
{\displaystyle m\cdot H\cdot (z'')=m\cdot H\cdot (z')+m\cdot {\frac {dH}{dz}}\cdot (z''-z')}
gdje je: z" - z'  projekcija duljine d na os z. Dakle je z" - z'  = d∙cos (d, z). Gornju jednadžbu možemo pisati:
{\displaystyle m\cdot H\cdot (z'')-m\cdot H\cdot (z')={\frac {dH}{dz}}\cdot m\cdot d\cdot \cos(d,z)}
Lijeva strana predstavlja upravo silu na dipol. Nehomogeno megnetsko polje djeluje na magnet silom:
{\displaystyle F=\mu \cdot {\frac {dH}{dz}}\cdot \cos(\mu ,z)}
Magnetsko polje određeno je pokusnim uređajem. Prema tome, dH/dz je poznata konstanta, a μ je atomska konstanta. Promjenjiva veličina je samo kut između magnetskog polja i atomskog magneta. Sila F određuje otklon magneta od prvobitnog smjera. Uzmimo da magnetski moment nekog atoma srebra stoji okomito na smjer magnetskog polja. Kosinus kuta tada je jednak nuli. Sila iščezava. Taj atom kretat će se, dakle, nesmetano u prvobitnom smjeru. Uzmimo zatim drugi slučaj da je magnetski moment atoma paralelan ili antiparalelan s poljem. Atom tjera tada sila μ∙dH/dz prema gore ili prema dolje. U oba ta slučaja odvojile bi se dvije staze, od kojih jedna zavija prema gore, a druga prema dolje. To bi bili i najveći otkloni. Kad bi atomski magneti stajali koso prema polju, bila bi sila manja, pa i otklon manji. Prema klasičnoj teoriji, moguće su sve orijentacije magneta, pa sila na atom može poprimiti kontinuum vrijednosti od - μ∙dH/dz do + μ∙dH/dz. U nehomogenom magnetskom polju snop staza atom raspršio bi se na kontinuum staza različite zakrivljenosti. Prema klasičnoj teoriji očekivali bismo da će se na ploči pojaviti pruga kojoj jakost (intenzitet) opada prema krajevima. U sredini pruge završili bi atomi koji su nesmetano prošli kroz magnetsko polje. Krajevi pruge nastali bi pogocima atoma kojima su magnetski momenti stajali paralelno sa smjerom polja. Prema statističkim zakonima, broj pogodaka bi kontinuirano opadao od sredine prema krajevima, nalik na poznatu Maxwellovu krivulju. 
Međutim, što je pokazao pokus? Stern i Gerlach su našli da nema govora o kontinuiranoj raspodjeli. U sredini, u smjeru prvobitnog snopa, nisu našli pogotke. Magnetski momenti atoma srebra ne mogu se, dakle, postaviti okomito na smjer magnetskog polja. Mjesto kontinuirane pruge na ploči dobili su Stern i Gerlach svega dvije uske pruge. Jednu crtu ostavili su atomi srebra, koji su stajali paralelno sa svojim magnetskim momentima prema polju, a drugu su crtu ostavili atomi srebra, kojima su magnetski momenti bili antiparalelni sa smjerom polja. Drugi položaji nisu mogući. Smjerovi magnetskih momenata u vanjskom su polju oštro kvantizirani. Kad atomi srebra stupe u magnetsko polje, oni se tako orijentiraju da njihovi momenti impulsa ili magnetski momenti stoje paralelno ili antiparalelno prema polju.
Ako Stern-Gerlachovi pokusi potvrđuju diskretnost orijentacije atoma, oni nas s druge strane iznenađuju. Pretpostavimo da atom srebra ima u stabilnom stanju impuls vrtnje nφ = 1. Tad bi bila moguća 3 smjera magnetskog momenta: paralelni, antiparalelni i okomiti. No pokus očito pokazuje, da okomiti položaj ne dolazi. Kako da to shvatimo? Rezultat je moguće ovako uskladiti: pretpostavit ćemo da kvantni broj, koji pomnožen s h/2∙π daje moment impulsa atoma, može poprimiti i polovične brojeve 1/2, 3/2, 5/2, 7/2, … Označimo taj kvantni broj s j. Neka je najprije j = 1/2. Tad projekcija momenta impulsa u smjeru polja može dati + 1/2 i - 1/2. Jedanput stoji moment impulsa paralelno, drugi put antiparalelno. Kako se vidi, razlika između oba suprotna impulsa vrtnje iznosi opet 1. Ako je j jednak 3/2, tad se moment impulsa može tako postaviti da njegova projekcija na polje daje + 3/2, + 1/2, - 1/2, - 3/2. Osim paralelnog i antiparalelnog položaja mogući su još smjerovi kod kojih je kosinus kuta jednak + 1/3, ili - 1/3. Za j = 5/2 moguće su projekcije + 5/2, + 3/2, + 1/2, - 1/2, - 3/2, - 5/2. Općenito možemo reći: Moment impulsa opet se postavlja tako prema vanjskom magnetskom polju, da se njegove projekcije na smjer polja razlikuju za veličinu h/2∙π. To vrijedi u oba slučaja, za cijele i polucijele kvantne brojeve j. 
Hipoteza da moment impulsa može pored vrijednosti:
{\displaystyle 1\cdot {\frac {h}{2\cdot \pi }},\,2\cdot {\frac {h}{2\cdot \pi }},\,3\cdot {\frac {h}{2\cdot \pi }},\,...}
poprimiti i polucijele vrijednosti:
{\displaystyle {\frac {1}{2}}\cdot {\frac {h}{2\cdot \pi }},\,{\frac {3}{2}}\cdot {\frac {h}{2\cdot \pi }},\,{\frac {5}{2}}\cdot {\frac {h}{2\cdot \pi }},\,...}
objašnjava ne samo Stern-Gerlachove pokuse nego omogućuje da se ispravno prikažu i sve zakonitosti atomskih spektara.
Goudsmit i Uhlenbeck predočili su ovu hipotezu jednostavnom slikom. Dosad smo smatrali da momenti impulsa atoma nastaju kretanjem elektrona oko atomske jezgre. Goudsmit i Uhlenbeck ustvrdili su da tome pridolazi još vrtnja elektrona oko vlastite osi. Elektron se ne kreće samo oko jezgre nego i oko samog sebe. Ta hipoteza postavila je punu analogiju sa Sunčevim planetnim sustavom. Poput planeta elektron izvodi dvostruku vrtnju: oko središnjeg tijela i oko svoje osi. Ukupni moment impulsa nastaje zbrojem obiju vrtnja. Moment impulsa samog elektrona zove se vlastiti moment ili kraće spin. Prema hipotezi Goudsmita i Uhlenbecka spin elektrona iznosi:
{\displaystyle {\frac {1}{2}}\cdot {\frac {h}{2\cdot \pi }}}
Spin elektrona jednak je polovini Bohrove jedinice.
Hipoteza o spinu elektrona razjašnjavanja potpuno nalaz Sterna i Gerlacha. U atomu srebra međusobna kretanja elektrona poništavaju se tako da u svemu ostaje spin jednog elektrona. Budući da spin ima kvantni broj 1/2, može se postaviti samo paralelno ili antiparalelno prema magnetskom polju. Sad vidimo zašto za kvantni broj momenta impulsa pored cijelih brojeva uzeti i polucijele. 
Električno tijelo, koje se okreće oko svoje unutarnje osi, proizvodi određeni magnetski moment. Goudsmit i Uhlenbeck su pretpostavili da je vlastiti magnetski moment elektrona jednak Bohrovu magnetonu. Stern-Gerlachovi pokusi potpuno potvrđuju ovu hipotezu. Sumarno možemo reći da elektronu zbog unutarnje vrtnje pripada mehanički moment:
{\displaystyle M_{s}={\frac {1}{2}}\cdot {\frac {h}{2\cdot \pi }}}
i magnetski moment jednak Bohrovu magnetonu:
{\displaystyle \mu _{B}={\frac {e}{2\cdot m_{e}\cdot c}}\cdot {\frac {h}{2\cdot \pi }}}
Kako vidimo, ovdje više ne vrijedi klasični odnos između mehaničkog i magnetskog momenta. Vlastiti magnetski moment elektrona dvaput je veći od one vrijednosti koja bi po klasičnoj fizici proizlazila iz vrtnje elektrona.
Magnetski momenti elektrona, vezani sa spinom, najočitije se javljaju kad ispitujemo emisiju atoma pod djelovanjem magneta. Mjesto normalnog tripleta vidimo tad uistinu vrlo zamršen kompleks linija, koji nastaje različitim orijentacijama vlastitih magnetskih momenata elektrona i magnetskih momenata elektronskih staza. Ako iščezava impuls vrtnje elektrona oko jezgre, pa preostaje samo spin jednog elektrona, tad se spektralni term u magnetskom polju cijepa na dvije komponente. Jedna odgovara paralelnoj orijentaciji spina, a druga antiparalelnoj:
{\displaystyle \Delta _{E}=\pm \,\mu _{B}\cdot H}
Cijepanje terma je simetrično s obzirom na nesmetani term. Na mjestu prvotnog spektralnog terma nema komponente. Spin 1/2 ne može se postaviti okomito! Ako djeluje istodobno magnetski moment staze i spina, cijepanje postaje mnogo složenije. Broj linija može biti vrlo velik. Ovaj anomalni Zeemanov učinak treba objasniti posebno.

## Vanjske poveznice
|  | Zajednički poslužitelj ima još gradiva o temi Stern-Gerlachov pokus |